# Pyrococcus
A Pyrococcus a Thermococcaceae családba tartozó Archaea nem. Az archeák – ősbaktériumok – egysejtű, sejtmag nélküli prokarióta szervezetek.

## Leírása
Más termoautotróf archeákhoz hasonlóan például Archaeoglobus, és Methanococcus termofil és anaerob. De különbözik is tőlük mivel a növekedéséhez az optimális hőmérséklet közel 100 °C, és a tenger mélyebb részein él. Tanulmányozásuk betekintést nyújt a szélsőséges környezeti feltételekhez történő alkalmazkodás mechanizmusaiba például magas hőmérséklet és magas nyomás.

## Genom szerkezete
Három fajának genomját szekvenálták, a legnagyobb a P. abyssié 1.9Mb, a P. horikoshiié  1.8Mb, a legkisebb a P. horikoshiié 1.7Mb. A genomjuk számos különböző metabolikus enzimet kódol, amik tudnak transzportálni és metabolizálni sokféle szerves anyagot. Variáció kimutatható a fajok között.

## Sejtszerkezete és anyagcseréje
A sejtjei körülbelül 0,8-2 μm, és némileg szabálytalan gömb alakúak. Az ostorai polárosan vannak csoportosítva és S-réteggel vannak borítva körülzárva egy periplazmikus helyen a citoplazmatikus membrán körül. Fajai anaerobak, de anyagcseréjük némileg eltér egymástól. A P. furiosus és a P. abyssi képes növekedni keményítővel, maltózzal, és piruváttal. De a P. horikoshii nem tud. Az elemi kén nem szükséges a növekedéséhez, de fokozza azt.

## Ökológia
Extrém magas hőmérsékletű környezetben él, például a tenger alatti forró kürtőknél. Optimális növekedési körülményei: pH szint körülbelül 7, sókoncentráció körülbelül 2,5%, hőmérséklet körülbelül 98 °C. Könnyű belátni hogy miért anaerob, mivel ezen a forrásban lévő hőmérsékleten az oxigén nehezen elérhető. Például a P. abyssit megtalálták tenger alatti forró kürtőknél, ahol nincs napfény és a nyomás körülbelül 200 atm, továbbá a hőmérséklet extrém magas.

### Tudományos folyóiratok
- (2014. május 27.) „DNA polymerase hybrids derived from the family-B enzymes of Pyrococcus furiosus and Thermococcus kodakarensis: improving performance in the polymerase chain reaction”. Frontiers in Microbiology 5, 224-. o. DOI:10.3389/fmicb.2014.00224.
- Fiala G (1986). „Pyrococcus furiosus sp. nov. represents a novel genus of marine heterotrophic archaebacteria growing optimally at 100 °C”. Arch. Microbiol. 145, 56–61. o. DOI:10.1007/BF00413027.
- Zillig W (1987). „Pyrococcus woesei, sp. nov., an ultra-thermophilic marine Archaebacterium, representing a novel order, Thermococcales”. Syst. Appl. Microbiol. 9, 62–70. o. DOI:10.1016/S0723-2020(87)80057-7.

### Tudományos adatbázisok
- Pyrococcus PubMed hivatkozásai
- Pyrococcus PubMed Central hivatkozásai
- Pyrococcus Google Scholar hivatkozásai